# Verkaufsfahrzeug
Verkaufsfahrzeuge sind Fahrzeuge mit Sonderaufbauten und -umbauten auf Serienfahrgestellen, die für den direkten Verkauf von Waren auf Überlandtouren konzipiert sind oder auch für den Warenabsatz auf Märkten gedacht sind, die für Verkaufsfahrzeuge eigens vorhandene Standflächen anbieten.

## Die Basis
Die Basis für Verkaufsfahrzeuge bilden in vielen Fällen Plattformfahrgestelle oder Rahmenfahrgestelle von 2,8 Tonnen bis 7,5 Tonnen zulässigem Gesamtgewicht, die mit den entsprechenden Sonderaufbauten und -umbauten auf- beziehungsweise umgerüstet werden. Die Fahrgestelle können von einem beliebigen Nutzfahrzeughersteller stammen, der die gesetzlichen Vorgaben erfüllt. Teilweise besteht die Möglichkeit, den Rahmen der Serienfahrgestelle abzutrennen und durch einen speziellen Niedrigrahmen zu ersetzen, um eine geringere Einstiegshöhe und eine niedrigere Thekenhöhe für die Kunden zu erreichen.

## Der Aufbau
Der Aufbau besteht in der Regel aus einem Kofferaufbau mit Anbindung und Durchgang zum Fahrerhaus, der aus einer Sandwichplatte in Profilbauweise besteht. Meist gibt es zu einer großen Verkaufsklappe, die nach oben öffnet, auch eine zusätzliche Tür an der gegenüberliegenden Seite oder am Heck des Aufbaus. Es sind auch Fahrzeuge im Verkehr, welche über eine ausklappbare Faltvorrichtung verfügen, um mit dem Sattelauflieger eine Zelteinheit zu bilden.

## Die Ausstattung
Verkaufsfahrzeuge werden für viele Einsatzzwecke benötigt und deswegen nach den zu verkaufenden Waren unterteilt in:
- Bäckereiverkaufsfahrzeuge
- Fleischereiverkaufsfahrzeuge
- Feinkost-Verkaufsfahrzeuge (Fisch)
- Imbiss-Verkaufsfahrzeuge
- Handelswarenverkaufsfahrzeuge (für Lebensmittel des täglichen Bedarfs meist Überland)

Je nach Einsatzbereich unterscheiden sich Verkaufsfahrzeuge durch ihre individuellen Einbauten vom Lebensmittelregal über gasbetriebenen Backofen und Mikrowellenherd bis zur Kühltheke. Es gibt seit mehreren Jahren viele Hersteller von Verkaufsfahrzeuge, die sich durch mehrere unterschiedliche Lösungen von Anforderungen voneinander unterscheiden.

## Rechtliches
Inhaber von Verkaufsfahrzeugen brauchen gemäß § 29 StVO (Übermäßige Straßennutzung) eine Standgenehmigung des örtlichen Ordnungsamtes, bezahlen im Regelfall eine Standgebühr und müssen geeichte Waagen und Registrierkasse besitzen. Darüber hinaus dürfen sie längstens sieben Werktage am selben Standort stehen. 
Verkaufswagen, die als solche in den Fahrzeugpapieren ausgewiesen sind und mit festmontierten Sonderausstattungen zur Kundenbetreuung sowie für Präsentationszwecke eingesetzt werden, sind von der Lkw-Maut in Deutschland befreit, da sie aufgrund ihres Aufbaus als auch ihrer Kraftfahrzeugausstattung für den Transport-Wettbewerb ungeeignet sind. Gleiches gilt für Gespanne, bestehend aus Pkw-Zugfahrzeug und Verkaufswagen-Anhänger.